# Gare de Farciennes
La gare de Farciennes est une gare ferroviaire belge de la ligne 130, de Namur à Charleroi, située sur le territoire de la commune de Farciennes dans la province de Hainaut en Région wallonne.
Elle est mise en service en 1847 par l'administration des chemins de fer de l'État belge.
C'est une halte voyageurs de la Société nationale des chemins de fer belges (SNCB) desservie par des trains du réseau suburbain de Charleroi (trains S).

## Situation ferroviaire

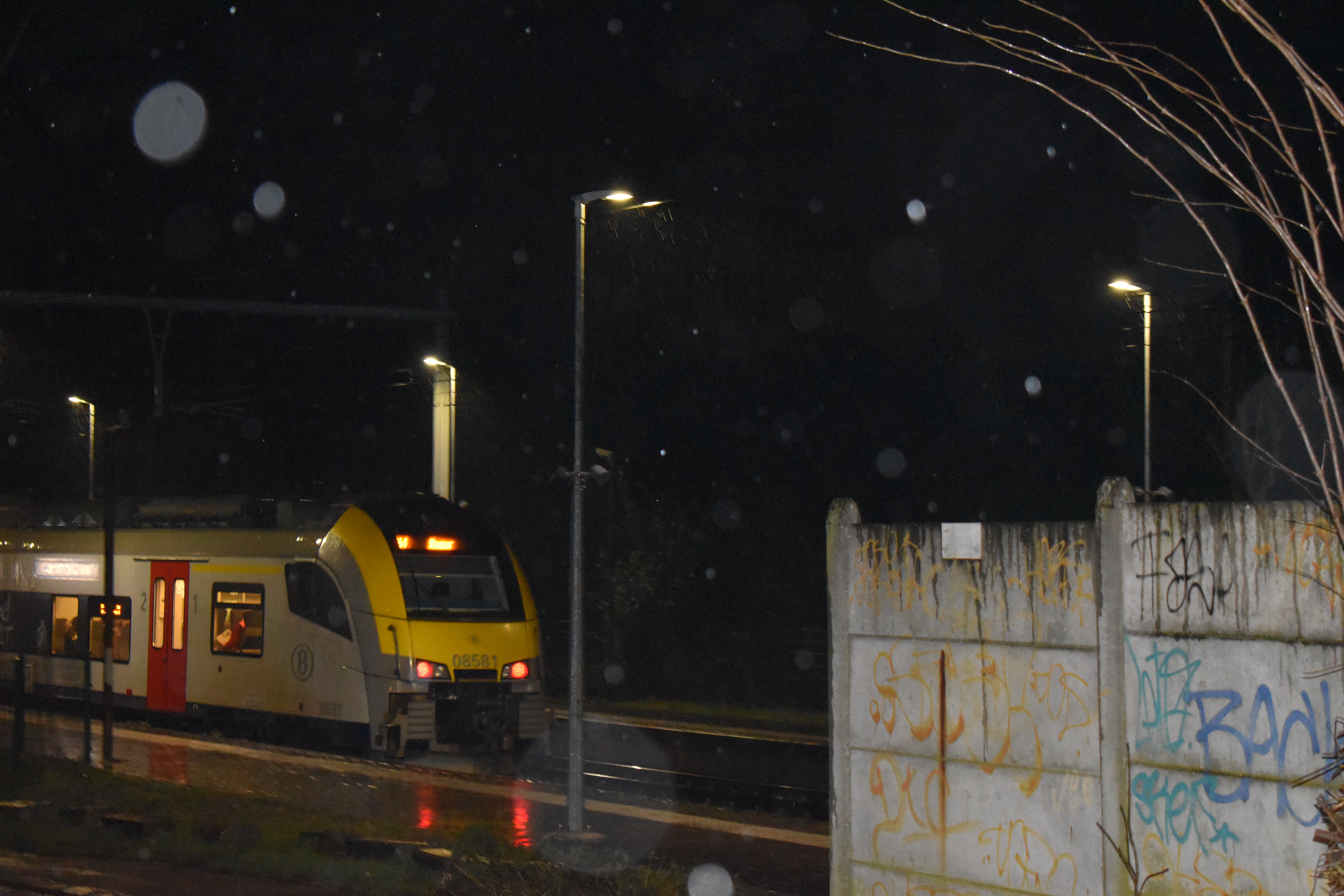
Départ d'un train omnibus en direction de Namur.

Établie à 103 mètres d'altitude, la gare de Farciennes est située au point kilométrique (PK) 26,560 de la ligne 130, de Namur à Charleroi, entre les gares ouvertes d'Aiseau et du Campinaire.

## Histoire
Le terrain occupé par le chemin de fer et sa gare était originellement la pourprise (propriété) de la maison curiale (cure) de l'église de l'Assomption de Farciennes, établie en 1399 qui sera divisé en deux en 1841-1842 pour permettre la construction du chemin de fer de Charleroi à Namur, lequel est inauguré en juillet, ou octobre 1843. Il n'y a alors aucun arrêt entre Couillet et Tamines et la brabançonne jouée par les musiciens de la fanfare — avec le renfort de ceux de Châtelineau et Fleurus — n'a probablement pas été remarquée par le roi Léopold Ier à bord du train inaugural qui passa sans marquer l'arrêt.
La halte de Farciennes est mise en service, le 7 juin 1847, par l'administration des chemins de fer de l'État belge, une démarche soutenue par le ministre des Travaux Publics Adolphe Dechamps. Mr Willem, garde-barrière, organise la vente des titres de transport et la gestion des marchandises depuis sa modeste loge. L’État a demandé une recette de 1 800 fr et la commune a levé une souscription qui ne fut finalement pas nécessaires ; les recettes générées par la halte en un an atteignant les 3 200 fr. Cette halte n'était pas tarifée ce qui imposait un surcout aux voyageurs — le prix de leur billet étant calculé depuis la station précédente — tandis que les marchandises expédiées depuis les autres compagnies de chemin de fer devaient être déposées à Châtelineau ou Tamines puis ré-expédiées vers Farciennes moyennant un supplément. Le 21 février 1849, une voie de garage est créée afin de servir l'industrie locale qui comprend deux charbonnages, trois brasseries, une fabrique de clous, une usine de laine artificielle, deux moulins, une fabrique de produits chimiques, des marchands de vin et de farine ainsi que le vieux château où a été créée une fabrique (production de fécule, de glucose et distillerie). 
En dépit de l'ouverture de la halte du Campinaire en 1852, les industriels implantés à proximité de cette dernière, souhaitant une meilleure desserte et arguant de ce qu'une partie de la population résidait plus près de la halte, réclament la fermeture de l'autre arrêt au cœur de Farciennes.  
La halte accède au rang de station le 1er juin 1856. La loi du 25 avril 1853 et celle du 21 mai 1854 allouent un crédit pour la construction d'un bâtiment des recettes (bâtiment de gare) et d'un magasin (halle à marchandises) pour un montant de 9 000 fr de l'époque. La construction de ce bâtiment est finalement adjugée le 15 mai 1861 au sein d'un lot comprenant aussi la gare du Campinaire.
Ce bâtiment de gare appartient au type alors en vigueur à l’État belge dit "à pignons à redents". Il s'agit d'un bâtiment rectangulaire à étage, qui comportait au moins quatre travées[réf. souhaitée].
Ce bâtiment est par la suite démoli, ou fortement transformé[réf. nécessaire]. De style néo-renaissance flamande, sa disposition est alors la suivante, :
- une petite aile de service à toit à deux versants qui servait probablement de magasin à colis ;
- une aile à étage, de quatre travées, dotée de fenêtres géminées à l'étage (il pourrait s'agir du premier bâtiment transformé) ;
- un corps de logis en T doté de grands pignons transversaux et comportant trois travées (dont une double à l'étage) ;
- une seconde aile de service en appentis, à toiture à croupe.

Ce bâtiment a été démoli en 1993.
En 2004, la gare accueille de 150 à plus de 200 voyageurs. Elle est desservie deux fois par heure en semaine et toutes les deux heures le week-end.
Des travaux sont effectués pour remplacer l'ancien tunnel sous voies par un espace public plus ouvert. Entamés en 2020, les travaux qui comportent l'installation d'un élément préfabriqué pesant 800 t ainsi que la démolition du bâtiment de la cure, se concluent par l'inauguration du nouveau passage et de son espace multifonctions le 18 mai 2024.

## Service des voyageurs

### Accueil
Halte SNCB, c'est un point d'arrêt non géré (PANG) à accès libre. Elle est équipée d'un automate pour l'achat de titres de transport.
Un passage souterrain permet la traversée des voies et l'accès aux quais.

### Desserte
Farciennes est desservie par des trains suburbains (S) de la SNCB de la ligne S61 du RER de Charleroi, qui effectuent des missions sur la ligne commerciale 130 Charleroi - Namur.
En semaine, la gare possède deux dessertes par heure : des trains S61 entre Jambes, Namur, Ottignies et Wavre, via Charleroi et des trains S61 limités au trajet Jambes - Charleroi-Central.
Les week-ends et jours fériés, Farciennes est desservie toutes les deux heures dans chaque sens par des trains S61 Namur - Ottignies.

### Intermodalité
Un parc pour les vélos y est aménagé.
Les bus 35, 154, 158 du TEC Charleroi desservent la gare.

## Comptage voyageurs
Ce graphique et tableau montre le nombre de voyageurs embarquant en moyenne durant la semaine, le samedi et le dimanche.
| Nombre de passagers qui embarquent à la gare de Farciennes | Nombre de passagers qui embarquent à la gare de Farciennes | Nombre de passagers qui embarquent à la gare de Farciennes | Nombre de passagers qui embarquent à la gare de Farciennes |
|                                                            | Semaine                                                    | Samedi                                                     | Dimanche                                                   |
| ---------------------------------------------------------- | ---------------------------------------------------------- | ---------------------------------------------------------- | ---------------------------------------------------------- |
| 1977                                                       | 648                                                        | 216                                                        | 171                                                        |
| 1978                                                       | 651                                                        | 217                                                        | 178                                                        |
| 1979                                                       | 582                                                        | 186                                                        | 156                                                        |
| 1980                                                       | 538                                                        | 206                                                        | 136                                                        |
| 1981                                                       | 511                                                        | 128                                                        | 140                                                        |
| 1982                                                       | 370                                                        | 149                                                        | 115                                                        |
| 1983                                                       | 403                                                        | 112                                                        | 122                                                        |
| 1984                                                       | 359                                                        | 78                                                         | 51                                                         |
| 1985                                                       | 345                                                        | 62                                                         | 67                                                         |
| 1986                                                       | 390                                                        | 84                                                         | 51                                                         |
| 1987                                                       | 272                                                        | 70                                                         | 37                                                         |
| 1988                                                       | 358                                                        | 71                                                         | 45                                                         |
| 1989                                                       | 267                                                        | 68                                                         | 19                                                         |
| 1990                                                       | 198                                                        | 36                                                         | 25                                                         |
| 1991                                                       | 206                                                        | 37                                                         | 30                                                         |
| 1992                                                       | 217                                                        | 38                                                         | 28                                                         |
| 1993                                                       | 205                                                        | 51                                                         | 24                                                         |
| 1994                                                       | 201                                                        | 48                                                         | 28                                                         |
| 1995                                                       | 194                                                        | 35                                                         | 29                                                         |
| 1996                                                       | 210                                                        | 25                                                         | 19                                                         |
| 1997                                                       | 210                                                        | 34                                                         | 28                                                         |
| 1998                                                       | 165                                                        | 32                                                         | 28                                                         |
| 1999                                                       | 192                                                        | 38                                                         | 22                                                         |
| 2000                                                       | 220                                                        | 60                                                         | 34                                                         |
| 2001                                                       | 158                                                        | 25                                                         | 16                                                         |
| 2002                                                       | 204                                                        | 38                                                         | 22                                                         |
| 2003                                                       | 155                                                        | 26                                                         | 20                                                         |
| 2004                                                       | 162                                                        | 30                                                         | 26                                                         |
| 2005                                                       | 171                                                        | 36                                                         | 22                                                         |
| 2006                                                       | 145                                                        | 22                                                         | 20                                                         |
| 2007                                                       | 136                                                        | 17                                                         | 13                                                         |
| 2008                                                       | -                                                          | -                                                          | -                                                          |
| 2009                                                       | 150                                                        | 17                                                         | 16                                                         |
| 2010                                                       | -                                                          | -                                                          | -                                                          |
| 2011                                                       | -                                                          | -                                                          | -                                                          |
| 2012                                                       | 178                                                        | 20                                                         | 26                                                         |
| 2013                                                       | 113                                                        | 31                                                         | 21                                                         |
| 2014                                                       | 125                                                        | 23                                                         | 21                                                         |
| 2015                                                       | 116                                                        | 26                                                         | 33                                                         |
| 2016                                                       | 116                                                        | 29                                                         | 25                                                         |
| 2017                                                       | 136                                                        | 24                                                         | 28                                                         |
| 2018                                                       | 173                                                        | 40                                                         | 27                                                         |
| 2019                                                       | 165                                                        | 25                                                         | 25                                                         |
| 2020                                                       | 120                                                        | 76                                                         | 56                                                         |
| 2021                                                       | -                                                          | -                                                          | -                                                          |
| 2022                                                       | 155                                                        | 43                                                         | 45                                                         |
| 2023                                                       | 251                                                        | 66                                                         | 63                                                         |
| 2024                                                       | 231                                                        | 111                                                        | 83                                                         |